# Wapella (Saskatchewan)
Pour les articles homonymes, voir Wapella.
Wapella est un village canadien du sud-est de la province de la Saskatchewan sur la route transcanadienne 1. Il compte 278 habitants.

## Géographie
À vol d'oiseau, Wapella se situe à 190 km à l'est de Régina, à 35 km à l'ouest de la frontière manitobaine. Le bourg est établi à 590 m d'altitude. Sa superficie est de 11,29 km2. Wapella est au carrefour de la route transcanadienne 1 (entre Whitewood à l'ouest et Moosomin à l'est) qui est aussi la route provinciale 1 et des routes provinciales 601 (nord-sud) et 703 (vers l'est). C'est aussi une étape ferroviaire. Le territoire municipal est enclavé au nord-ouest de la municipalité rurale de Martin n° 122,. Du point de vue hydrographique, Wapella se situe sur un affluent de la rivière de Pipestone, elle-même affluent de la rivière Souris.
Wapella est un petit centre commercial et de service local. L'arrière-pays est consacré à l'élevage et à l'agriculture, dominée par les céréales.

## Histoire
La colonisation agricole de la région de Wapella se développe à partir de 1882, avec l'arrivée du chemin de fer transcontinental du Canadien Pacifique. Le village est fondé, la même année, sa population atteint 500 habitants en 1911.

## Démographie
Au recensement de 2021, la municipalité urbaine de Wapella atteint 278 habitants sur 2,63 km2 tandis que la municipalité rurale de Martin en compte 254 sur 542,27 km2.
| 1971 | 1976 | 1981 | 1986 | 1991 |
| ---- | ---- | ---- | ---- | ---- |
| 518  | 453  | 487  | 476  | 429  |

| 1996 | 2001 | 2006 | 2011 | 2016 |
| ---- | ---- | ---- | ---- | ---- |
| 387  | 354  | 311  | 333  | 326  |

| 2021 | - | - | - | - |
| ---- | - | - | - | - |
| 278  | - | - | - | - |

1976
, 1986
, 1996
, 2006
, 2016

## Personnalités
- Brett Clark (1976- ) : hockeyeur sur glace, né à Wapella ;
- George Holloway (1988- ) : hockeyeur sur glace, né à Wapella.